# Leberkäsjunkie
Leberkäsjunkie ist eine deutsche Kriminalkomödie aus dem Jahr 2019 von Ed Herzog mit Sebastian Bezzel und Simon Schwarz in den Hauptrollen. Es ist der sechste Teil der Heimatkrimi-Filmreihe um den Polizisten Franz Eberhofer, nach den Romanen von Rita Falk.
Kinostart in Deutschland war am 1. August 2019 und in Österreich am darauffolgenden Tag. Am 23. Juli 2019 fand die Bayern 1 Kinopremiere als Voraufführung im Filmtheater Zwiesel statt. Premiere war am 29. Juli 2019 im Mathäser-Filmpalast in München. Die Erstausstrahlung im Ersten und im ORF war am 3. August 2020.

## Handlung
Polizist Franz Eberhofer hat im Dorfgasthaus von Niederkaltenkirchen wieder einmal viel zu lange gefeiert. Deshalb reibt er sich erst den Schlaf aus den Augen, als seine Exfreundin Susi Gmeinwieser am nächsten Morgen vor seinem Bett steht und ihn darauf aufmerksam macht, dass er versprochen hat, eine Woche lang auf den mittlerweile fast einjährigen gemeinsamen Sohn Paul aufzupassen, während sie sich auf eine Abschlussprüfung vorbereitet. Da klingelt auch schon das Telefon und Eberhofer erfährt, dass das Haus von Liesl Mooshammer, einer Nachbarin, in Flammen steht. Er weigert sich, zur Mooshammerin zu fahren, bis er vom Bürgermeister persönlich an den Ort des Brandes beordert wird, weil dort eine verkohlte Leiche gefunden wurde. Die Mooshammerin, die sich mit Urschreitherapie und Hexenmagie befasst, beschließt nun, zu ihren Nachbarn, den Eberhofers zu ziehen, solange ihr Haus eine Brandruine ist. Als Franz Eberhofer das erfährt, bekommt er Kreislaufprobleme und bricht zusammen.
Die Blutuntersuchung ergibt bei Franz Eberhofer hohe Cholesterinwerte aufgrund des regelmäßigen Konsums übergroßer Mengen von Fleischprodukten beim Mittagessen und bei Imbissen, darunter die Leberkässemmeln von Metzger Simmerl. Dazu kommen Konditionsschwächen und weitere gesundheitliche Probleme wegen der ungesunden Ernährung. Daher gibt es von seiner Oma nur noch gesundes Essen. Für Franz ein Albtraum, zumal er zusätzlich zu den Entzugserscheinungen auch unter Schlafmangel leidet, da sein Sohn Paul nur dann einschlafen mag, wenn ihn sein Vater stundenlang mit dem Auto im Kreis fährt und dann lauten Hardrock vorspielt. Eberhofer möchte sich bei seiner Exfreundin Susi als guter Vater erweisen, mit Hilfe seiner Freunde scheint ihm das auch einigermaßen zu gelingen. Eines Nachts wird seine Lust auf Leberkässemmeln aber übergroß, so dass Metzger Simmerl aus dem Schlaf gerissen werden muss, worauf dieser den Störer als „Leberkäsjunkie“ tituliert.
Schließlich wird die Leiche in Liesl Mooshammers Haus identifiziert, es ist Saskia Grimm, die hier gewohnt hat. Sie wurde mit einem stumpfen Gegenstand erschlagen und dann angezündet. Die problemsozialen Nachbarn aus dem gegenüberliegenden Haus geraten zunächst unter Mordverdacht, können aber nachweisen, dass sie in dieser Nacht beim Straßenbau beschäftigt waren. Sie wälzen den Verdacht auf den schwarzen Spitzenspieler des FC Rot-Weiß Niederkaltenkirchen, Buengo, der ebenfalls im Haus der Mooshammerin lebt. Wie sich herausstellt, hat Buengo die Ermordete mit hunderten SMS belästigt. Obwohl Eberhofer nicht an die Schuld Buengos glaubt, muss er den Haftbefehl gegen den Fußballer vollstrecken und liefert ihn ins Gefängnis ein.
Auch in Niederkaltenkirchen selbst ist die Idylle arg getrübt, weil der Bau eines Großhotels die Gemeinde in Kapitalisten (Flötzinger) und Schöpfungsbewahrer, zu denen Eberhofers Bruder Leopold zählt, spaltet. Eberhofers Freund Rudi Birkenberger eilt ihm zu Hilfe, um ihn ungefragt mit seinen Ratschlägen rund um Erziehung und Ernährung zu versorgen und bei den Ermittlungen zu unterstützen. Auch die aus Spanien angereiste Mutter der Ermordeten hat ein Motiv, da sie als nächste Verwandte die Alleinerbin des erheblichen Vermögens ist, das ihr geschiedener Ehemann seiner Tochter vermacht hat. Das hält Vater Eberhofer aber nicht davon ab, romantische Gefühle zu der bedrängten Dame zu entwickeln. Frau Grimm kann jedoch aufklären, dass die geheimnisvolle Freundin „Conny“, über die sich Rudi Birkenberger nach einem illegalen Zutritt zu Saskia Grimms Wohnung Informationen verschafft hat, in Wirklichkeit ein Mann ist. Es ist der gut betuchte Konrad Ziegler aus Landshut, genannt „Conny“. Dieser ist homosexuell, galt aber seit langer Zeit als „Seelenverwandter“ der Toten und hatte ihr immer wieder Briefe und Postkarten geschickt.
Als sich nach weiteren Ermittlungen die Unschuld von Buengo herausstellt (und dieser gerade noch rechtzeitig zum Lokalderby des Fußballteams aus dem Gefängnis geholt werden kann), fällt der Verdacht erneut auf Conny Ziegler. Bei der Vernehmung durch Rudi Birkenberger stellt sich heraus, dass Ziegler seinen Lebensgefährten Rafael Schäfer mit Saskia Grimm in flagranti erwischte und sie daraufhin ermordete. Eine Verhaftung misslingt und Rafael Schäfer tötet Conny Ziegler aus Eifersucht mit einem Golfschläger und will anschließend sich und den gefesselten Birkenberger mithilfe von aus dem Herd strömendem Gas töten. Als Eberhofer wegen seiner schlechten körperlichen Verfassung erst viel später am Tatort ankommt, kann er gerade noch Schlimmeres verhindern. Rafael Schäfer will daraufhin Suizid begehen, indem er sich aus dem Fenster stürzt, landet allerdings auf einer Markise und wird daraufhin verhaftet.
Am Ende feiert Eberhofer mit Freunden und Familie den ersten Geburtstag seines Sohnes. Eine Versöhnung zwischen ihm und Susi wird angedeutet. Der Film endet mit einem Kuss des Paares, während ihr Sohn fröhlich in seinem neuen Gitterbett spielt.

## Produktion und Hintergrund

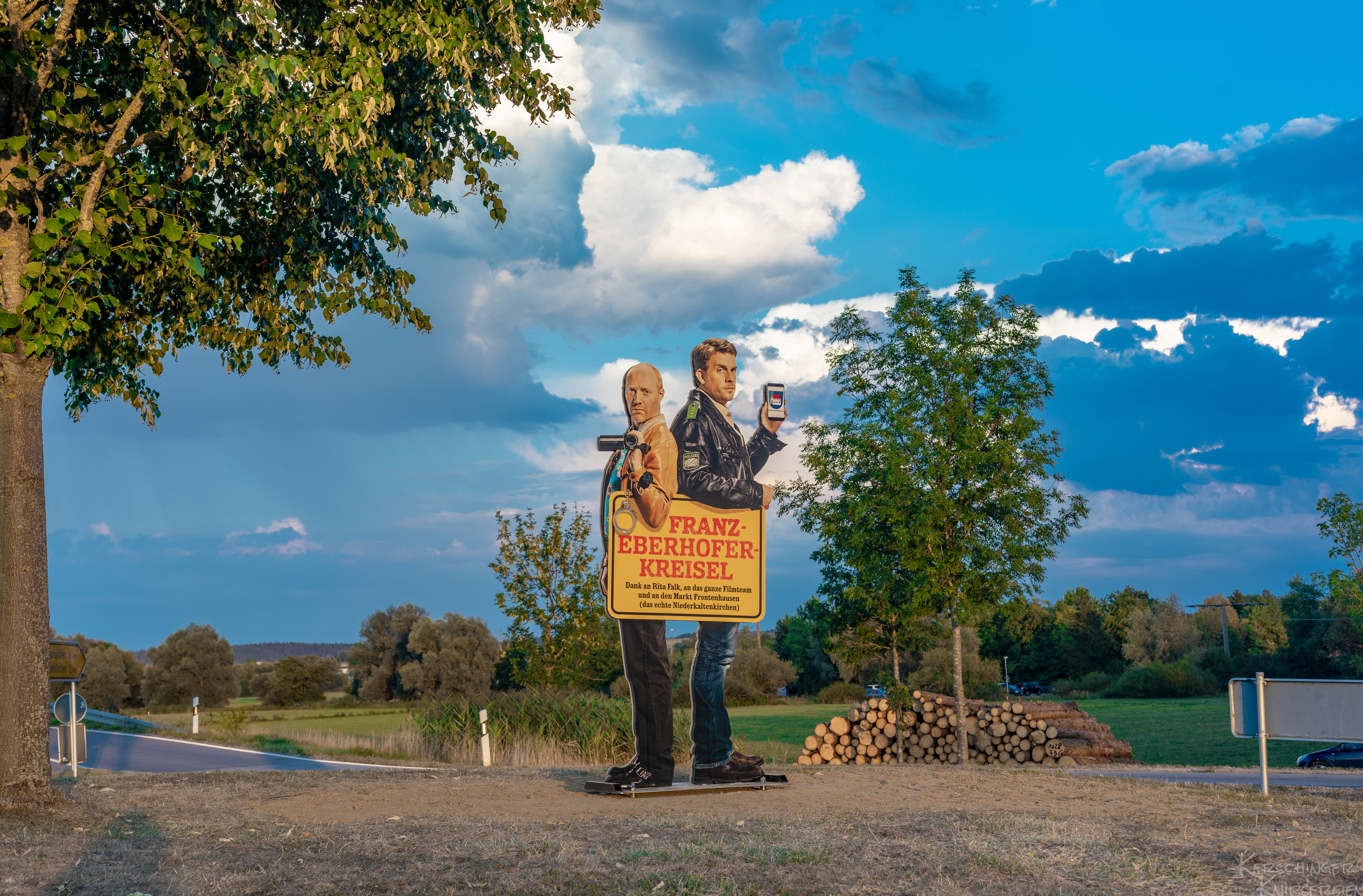
Franz-Eberhofer-Kreisel in Frontenhausen

Nach Dampfnudelblues (2013), Winterkartoffelknödel (2014), Schweinskopf al dente (2016), Grießnockerlaffäre (2017) und Sauerkrautkoma (2018) ist Leberkäsjunkie die sechste Verfilmung der Franz-Eberhofer-Serie basierend auf den Romanen von Rita Falk. In der Buchreihe ist Leberkäsjunkie Fall Nummer sieben, bei den Verfilmungen Nummer sechs, das Buch Zwetschgendatschikomplott wurde übersprungen.
Die Dreharbeiten fanden von Mitte September bis Ende Oktober 2018 statt. Drehort für das fiktive Dorf Niederkaltenkirchen war Frontenhausen, wo im August 2018 ein Kreisverkehr nach der Hauptfigur Franz-Eberhofer-Kreisel benannt wurde; sinnigerweise wird im Film Frontenhausen als einer der Gegner des Fußballvereins Niederkaltenkirchen genannt. Weitere Drehorte waren das Dingolfinger Volksfest, der Stadtplatz in Landshut und München.
Produziert wurde der Film von der Münchner Constantin Film Produktion GmbH, beteiligt waren der Bayerische Rundfunk und die Degeto Film, unterstützt wurde die Produktion vom FilmFernsehFonds Bayern. Für den Ton zeichnete Christian Götz verantwortlich, für das Szenenbild Anette Ingerl und für die Maske Aurora Hummer.

## Rezeption
Die Passauer Neue Presse findet, dass der Film qualitativ nicht an den ziemlich witzigen fünften Teil Sauerkrautkoma anschließen könne, erst recht nicht an Grießnockerlaffäre, den bislang gelungensten Eberhofer-Film. Seine besten Momente habe der Film, wenn sich das Komische und das Tragische verbänden. Von solchen Szenen gebe es eine gute Handvoll. Dazu kämen schöne Drehbuch-Einfälle, die Ed Herzog meist mit viel Sinn für Rhythmus und Komik umgesetzt habe. Das bekannte Personal pflege seine Skurrilitäten und werde von den Stammschauspielern liebevoll interpretiert. Dazu kämen wunderbare Gastauftritte von Eva Mattes und Anica Dobra. Allerdings überzeuge der Film als Ganzes nicht wirklich, da sich diese Elemente nicht zu einem zwingenden Gesamtwerk fügen. Die Aneinanderreihung von witzig-kriminalistischen, oft aber auch nur klamaukigen Szenen gerate mehr zur Nummernrevue als zur runden Krimikomödie.
Der Stern/spot on news zitiert die Aussage von Münchens Oberbürgermeister Dieter Reiter bei der Premiere: „Das ist amüsantes, leichtes Kino und damit genau das, was man sich für einen Sommerabend erhofft“ und meint, dass es einmal mehr gelungen sei, den Eberhoferkrimi-Kosmos um einen cineastischen Stern zu erweitern. Wer die Filme mag, werde nicht enttäuscht sein. Auch in Leberkäsjunkie sei „jede einzelne Szene so liebevoll und detailverliebt choreografiert, dass man auch diesen Film eigentlich wieder mehrmals ansehen müsste, um alles zu entdecken.“
Franco Schedl meint auf film.at, dass der Film „ein besonderes Highlight der Eberhofer-Reihe“ sei. Einerseits fühle man sich, als sei man zu alten Bekannten zurückgekehrt, andererseits könne sich die Handlung „voll hinterfotziger Lakonik und bayrischem Schmäh diesmal besonders gut entfalten, da es keine störenden Ausflüge in die Großstadt München wie im letzten Teil Sauerkrautkoma gibt“. Die Figuren erhielten jede Menge Gelegenheit, ihre diversen Schrullen und Verschrobenheit zu hätscheln und zu pflegen.
Reinhard J. Brembeck urteilt in der Süddeutschen Zeitung, dass diese Verfilmung der Bücher von Rita Falk die bisher beste sei, „was vor allem an einer Frau liegt: der urgewaltigen Schauspielerin Eva Mattes.“
Im Ersten sahen den Film bei Erstausstrahlung 5,27 Millionen Zuschauer, der Marktanteil lag bei 18,8 Prozent.

## Auszeichnungen und Nominierungen
Bayerischer Filmpreis 2019
- Auszeichnung mit dem Publikumspreis[20][21]

Bayerischer Filmpreis 2020
- Auszeichnung für den Publikumsfilm des Jahrzehnts[22]

## Fortsetzung
Im Sommer 2019 gab Constantin Film bekannt, dass eine Fortsetzung gedreht wird. Der siebte Film mit dem Namen Kaiserschmarrndrama sollte ursprünglich im August 2020 in die Kinos kommen. Aufgrund der COVID-19-Pandemie wurde der Start zunächst auf den 12. November 2020 und Ende Oktober 2020 auf einen unbestimmten Zeitpunkt verschoben. Mitte Dezember 2020 wurde der Starttermin des Filmes auf den 5. August 2021 terminiert.